# Cylloceria sylvestris
Cylloceria sylvestris là một loài tò vò trong họ Ichneumonidae.